# Zelengrad
Zelengrad – wieś w Chorwacji, w żupanii zadarskiej, w mieście Obrovac. W 2011 roku liczyła 77 mieszkańców.